# La casa (serie de televisión)
La casa es una serie de televisión antológica argentina emitida por la TV Pública. La serie gira en torno a 13 historias acontecidas en un mismo lugar —una misteriosa casa ubicada en Tigre (Provincia de Buenos Aires)—, pero en tiempos cronológicos diferentes; además, cada capítulo aborda una temática y géneros narrativos distintos entre sí (principalmente abordando los géneros del suspenso, el misterio, el drama, el terror, la ciencia ficción, la biografía y el retrato histórico). Es dirigida por Diego Lerman y Fernando Zuber, producida por Campo Cine, y cuenta con un elenco rotativo. Fue estrenada el 30 de marzo de 2015 y está compuesta por 13 episodios.
En 2022 el servicio de streaming de películas y series Netflix incorporó a La Casa a su catálogo disponible de contenidos.

## Sinopsis
La serie sigue 13 historias distintas que suceden en una misma casa ubicada en el Delta del Tigre, pero en décadas diferentes y a lo largo de un siglo, conformando entre sí una "Historia de La Casa" y sus habitantes. El primer capítulo comienza en 1929 y el último salta a un hipotético y futuro 2029.
Los habitantes de La Casa viven diversos tipos de situaciones a través de las décadas, siempre sin conocer que ocurrió con los anteriores habitante previamente a la llegada de los nuevos. Las historias vividas en La Casa incluyen: romances, enfermedad, encuentros con artistas famosos, sobreprotección familiar, secuestros, experiencias sexuales, relaciones familiares complicadas, lucha armada, escapatoria de la guerra, carapintadas, rituales de magia negra, pijama party, planificación de campaña política, grabación de una película, muerte, fantasmas, realidades paralelas, estafa e incluso una pandemia global.

## Elenco
Episodio 1
- Gonzalo Heredia como Lucio Viterbo
- Érica Rivas como Nora Junio
- Esteban Bigliardi como Jaime
- Horacio Marassi como Casio

Episodio 2
- Diego Velázquez como Carlos Gardel
- Luis Longhi como Alfredo Le Pera
- Julieta Vallina como Clara
- María Merlino como Giovanna
- Flor Dyszel como Chloe
- Paula Baldini como Isabel

Episodio 3
- María Onetto como Silvia
- Belén Blanco como Rosario Cruz
- Martina Juncadella como Virginia Cruz
- Martín Furusho como Hombre herido

Episodio 4
- Luis Ziembrowski como Mario Saslavsky
- María Merlino como Paula
- Sergio Boris como Víctor Saslavsky
- Charo Doz Doval como Andrea Hartig
- Nacho Vavassori como Bruno Ricci
- Jesús Berenguer como "El Rengo"

Episodio 5
- Vera Spinetta como Natalia Fernández Duarte
- Pedro Merlo como Alfredo Menéndez
- Nadia Giménez como Sonia
- Susana Varela como Mari

Episodio 6
- Julieta Díaz como Helena
- Luis Ziembrowski como Luis
- Fabián Vena como Roque
- Teo Gutiérrez Moreno como Facundo
- Lucia Snieg como Ana
- Matías Bassi como Gabriel
- Julián Krakov como Pepe

Episodio 7
- Alberto Ajaka como Capitán Ayala
- Marcelo Savignone como Diego Fabro
- Diego Starosta como Hombre misterioso
- Julián Larquier Tellarini como Rojas

Episodio 8
- Eugenia Aguilar como Luli
- Camila Rabinovich como Amiga de Luli
- Tamara Liberati como Sara
- Ignacio Giménez como Bruno
- Darío Levy como Julio
- Luz Palazón como Mamá de Luli
- Darío Valenzuela como Elías

Episodio 9
- Rafael Spregelburd como Ernesto Taulet
- Arturo Goetz como Antonio Acosta
- Martín Slipak como Federico
- Marina Glezer como Bárbara
- Gabriela Ferrero como Clara
- Sofía Palomino como Soledad Basualdo
- Agostina Laje como Celeste Taulet
- Fernando Contigiani como Joaquín Taulet

Episodio 10
- Romina Gaetani como Agustina / Sofía
- Fernando Spiner como Marcos Linares
- Marta Lubos como Alberta
- Verónica Hassan como Vestuarista
- Tomás Dunster como Novio de Agustina
- Carlos Defeo como Leandro
- Diego Starosta como Hilario

Episodio 11
- Mirta Busnelli como Andrea Hartig
- Belén Blanco como Griselda
- Edgardo Castro como Alberto
- Agustín Rittano como Juan

Episodio 12
- Mercedes Morán como Paula / Verónica Clausen
- Diego Velázquez como Arturo Torrico
- Diego Faturos como Juan Torrico
- Julián Tello como Matías Torrico
- Santiago Gobernori como Edgardo
- Ricardo Díaz Mourelle como Policía

Episodio 13
- Érica Rivas como Sofía Mol
- Claudio Tolcachir como Julián
- Cristina Banegas como Mamá de Sofía
- María Merlino como Fernanda Mol
- Carla Crespo como Mora

## Episodios
| N.º (serie) | Título                  | Director       | Guionista(s)                                                     | Emisión original    | Audiencia (en millones) |
| --- | ----------------------- | -------------- | ---------------------------------------------------------------- | ------------------- | ----------------------- |
| 1 | «1929: Criatura»        | Diego Lerman   | Diego Lerman, Mara Pescio, Mateo Ingouville y Ezequiel Schmoller | 30 de marzo de 2015 | 2.4                     |
| Lucio es un médico solitario que ha perdido recientemente a Nora, su amada. Se dedica a intentar devolverle la vida a su mujer mediante una sesión de espiritismo, que parece no tener éxtio, por lo cual decide quemar sus cosas y habituarse a su condición de viudo. Sin embargo, esa misma noche Nora parece volver de la muerte, pero no sigue siendo la misma, ya que se pone a asesinar a los animales de la zona y los vecinos deciden capturar al responsable. Ante esto, Lucio se da cuenta de que es Nora la responsable y decide protegerla. A pesar de esto, Nora termina asesinando a Lucio. |                         |                |                                                                  |                     |                         |
| 2 | «1935: Despedida»       | Diego Lerman   | Diego Lerman, Mara Pescio y Marcelo Pitrola                      | 31 de marzo de 2015 | 1.5                     |
| Carlos Gardel organiza una fiesta íntima junto a tres mujeres para levantarle el ánimo a su amigo Alfredo Le Pera, quien duda de realizar al otro día la gira musical por Colombia. Sin embargo, Gardel lo convence y terminan teniendo el trágico accidente aéreo en donde perdieron sus vidas. |                         |                |                                                                  |                     |                         |
| 3 | «1945: Japonés»         | Diego Lerman   | Diego Lerman, Mara Pescio y Mariano Vera                         | 1 de abril de 2015  | 1.4                     |
| Silvia toma la decisión de recluirse junto a sus dos hijas en la casa. La madre no deja entrar a ningún hombre a sus vidas. Es el cumpleaños número quince de Virginia y la chica pide un deseo. Esa misma mañana las hermanas están solas y aparece ante ellas, en una balsa flotando por el río, un hombre japonés herido. Rosario y Virginia deciden socorrerlo y así introducir por primera vez a un hombre en la casa, a escondidas de su madre. Sin embargo, el hombre fallece por las heridas y la madre descubre el secreto de sus hijas. Finalmente lo terminan enterrando en el patio y abandonan para siempre la casa. |                         |                |                                                                  |                     |                         |
| 4 | «1952: Secuestro»       | Diego Lerman   | Diego Lerman, Mara Pescio y Nicolás Britos                       | 2 de abril de 2015  | 1.7                     |
| Una banda de secuestradores tienen cautiva a Andrea Hartig, una nena de ocho años, quien es hija de una acaudalada y prestigiosa familia. Mientras el líder de la banda Mario (quien está falleciendo lentamente de tuberculosis) negocia el rescate con la familia, recibe información de un Comisario corrupto de la zona, y los secuestradores esperan en la casa. Con el correr de las horas, su hermano Víctor se encariña con la niña y le da ciertos privilegios. Cuando la negociación fracasa Mario ordena eliminar a la niña, y Víctor decide escapar con Andrea. A pesar de eso, Mario los alcanza y apunta a Víctor, pero quien lo mata de un disparo es el Comisario de la zona, decidido a fingir que es el salvador de la niña para que nadie sospeche de su complicidad con la banda de Mario. Arrepentido de todo, Mario no intenta defenderse, ya que sabe que de todas formas morirá pronto. El Comisario dispara de nuevo, matando a Mario, y se lleva a Andrea con él. |                         |                |                                                                  |                     |                         |
| 5 | «1967: Trío»            | Diego Lerman   | Diego Lerman, Mara Pescio y Alberto Rojas Apel                   | 6 de abril de 2015  | 1.9                     |
| Natalia y Alfredo son novios y estudiantes de filosofía. De extracción social burguesa pero con una ideología de izquierda, ambos jóvenes deciden pasar un fin de semana en la casa e invitan a Sonia, la joven de clase baja que trabaja en la casa, a quedarse con ellos. El primer día, Sonia tiene un acercamiento amoroso con Alfredo. Ante esto, Sonia decide irse de la casa, pero Natalia la convence de quedarse y se besan. Los tres pasan el tiempo y deciden experimentar una relación de a tres. |                         |                |                                                                  |                     |                         |
| 6 | «1978: Revolucionarios» | Diego Lerman   | Diego Lerman, Mara Pescio y Alberto Rojas Apel                   | 7 de abril de 2015  | 0.6                     |
| Luis y su hijo de catorce años Facundo van a pasar un fin de semana a la casa familiar, en plena última dictadura cívico-militar argentina (1976-1983). Sorpresivamente se encuentran con Helena, la madre del adolescente y ex de Luis, a quien casi nunca ven ni tienen relación. Allí, Helena está preparando junto a sus compañeros de militancia un operativo para ese mismo día. Debido a una sudestada, Helena decide quedarse un día más y tratar de compartir tiempo con su hijo, quien se mantiene distante de ella. Al mismo tiempo reconecta con Luis, pero al día siguiente el operativo recibe luz verde. Es así que Helena decide irse con sus compañeros y se despide nuevamente de su hijo y su ex, sin saber cuándo los volverá a ver. |                         |                |                                                                  |                     |                         |
| 7 | «1987: Célula»          | Fernando Zuber | Diego Lerman, Mara Pescio, Mateo Ingouville y Ezequiel Schmoller | 8 de abril de 2015  | 1.3                     |
| Ayala, Fabro y Rojas son tres militares que han participado de un levantamiento militar carapintada en 1987, en plena democracia. Los tres se han arrepentido a mitad de camino y deciden huir del país. Desesperados por el estado de Rojas, que fue gravemente herido, deciden refugiarse en la casa. Allí se encuentran con un hombre misterioso que promete ayudarles. Este hombre cura a Rojas, pero a los días desaparece, sus compañeros lo buscan y Ayala enfrenta al hombre por lo sucedido. Inesperadamente, Ayala y Fabro vuelven al bosque. Ayala es gravamente herido, Fabro ve la casa y quiere llevarlo allí, pero Ayala le dice que no, ya que entiende que están atrapados en un ciclo de tiempo, pero esta vez el herido es él, como lo fue Rojas. Sin embargo, Fabro parece no recordar esto y lo lleva igual a la casa, donde se encuentran nuevamente con el hombre misterioso.                                                                                        |                         |                |                                                                  |                     |                         |
| 8 | «1993: Pijama party»    | Diego Lerman   | Diego Lerman, Mara Pescio y Diego Fleischer                      | 9 de abril de 2015  | 1.1                     |
| Luli organiza un pijama party en la casa e invita a dos amigas. Las tres jóvenes deciden invitar a Bruno, el hijo del cuidador de la casa, a la fiesta. Sin embargo, las chicas sospechan de que el joven les pueda hacer algo. A pesar de eso, deciden continuar con la fiesta, la cual se descontrola por el consumo de alcohol y sustancias. Las jóvenes se ponen fueran de control y comienza a perseguir a Bruno de manera desquiciada. Bruno se esconde, pero las chicas lo encuentran y lo asesinan. Al día siguiente regresan los padres de Luli a casa y las encuentran durmiendo tranquilamente, como si nada hubiera pasado. |                         |                |                                                                  |                     |                         |
| 9 | «1997: Candidato»       | Diego Lerman   | Diego Lerman, Mara Pescio y María E. Castagnino                  | 10 de abril de 2015 | —                       |
| Ernesto es el candidato a intendente con mayores posibilidades de ganar las elecciones. Sin embargo, su campaña política se pone peligro cuando aparece Soledad, una hija no reconocida y de la cual nunca mencionó a su equipo de campaña, por lo cual, ellos deciden contactarse con ella para que esté dispuesta a dar una entrevista a la prensa al día siguiente, pero antes de eso Ernesto busca resolver la situación por cuenta propia. |                         |                |                                                                  |                     |                         |
| 10 | «2005: Ficción»         | Diego Lerman   | Diego Lerman, Mara Pescio, Marcelo Pitrola y Diego Fleischer     | 14 de abril de 2015 | 1.3                     |
| En vísperas del rodaje de una película, Agustina sigue las órdenes de su director quien le ha propuesto que viva sola en la casa para preparar su personaje. Durante su estadía experimenta sucesos extraños con misteriosos visitantes y vecinos, sintiendo a su vez una mezcla de emociones personales con el argumento de la película que ensaya. Atormentada por todo lo que está sucediendo, Agustina decide abandonar la película sin previo aviso y nunca nadie más vuelve a saber algo sobre ella. |                         |                |                                                                  |                     |                         |
| 11 | «2012: Canción»         | Fernando Zuber | Diego Lerman, Mara Pescio y Gustavo Cabaña                       | 15 de abril de 2015 | 1.2                     |
| Andrea Hartig, luego de ser secuestrada en 1952, decide volver acompañada de su empleada personal a la casa, que fue el lugar de los hechos, para reconciliarse con su pasado y que ahora está bajo el cuidado de su hijo Alberto. |                         |                |                                                                  |                     |                         |
| 12 | «2020: Evangelizadora»  | Diego Lerman   | Diego Lerman, Mara Pescio y Sebastián Rotstein                   | 16 de abril de 2015 | 0.8                     |
| Paula decide regresar a su casa familiar para encarar un emprendimiento social, pero el lugar está ocupado por los hermanos Torrico, quienes no están dispuestos a dejar la casa, por lo cual, Paula les propone que convivan con ella a cambio de que le brinden ayuda en su tarea social. Sin embargo, al pasar los días, los hermanos descubrirán que Paula tiene otro planes que involucra la búsqueda de un tesoro en forma de dinero, pero ella los terminará manipulando para que no se queden con parte de la fortuna. |                         |                |                                                                  |                     |                         |
| 13 | «2029: Virus»           | Diego Lerman   | Diego Lerman, Mara Pescio, Iosi Havilio y Juan Nadalini          | 17 de abril de 2015 | 1.6                     |
| En el marco de una pandemia por un virus mortal, Sofía y Julián llegan a la casa para refugiarse y resguardar el embarazo de su primer hijo. Cuando creen estar a salvo llega Fernanda, la hermana menor de Sofía, con su novia. La convivencia se vuelve complicada cuando Julián y la novia de Fernanda comienzan a tener un amorío a escondidas. A todo esto, llega a la casa la madre de las hermanas y descubren que está contagiada del virus, poniendo así en peligro a todos los que habitan allí. |                         |                |                                                                  |                     |                         |

## Recepción

### Comentarios de la crítica
En el portal de internet Alta Peli, la serie posee una aprobación del 90% basado en 1 reseña escrita por Matías Seoane, quien llegó a la conclusión de que «La casa es una miniserie con altibajos pero a la que vale la pena prestar atención». Además, destacó que «los guiones exploran diferentes formas del misterio, el drama y el thriller, algunos con ribetes fantásticos pero todos con momentos de oscuridad y poco lugar para la comedia» y que «la mayoría de las actuaciones son de un nivel aceptable que sólo decae en esos casos donde el guión no acompaña a la misma altura».

### Premios y nominaciones
| Lista de premios y nominaciones | Lista de premios y nominaciones         | Lista de premios y nominaciones       | Lista de premios y nominaciones                             | Lista de premios y nominaciones | Lista de premios y nominaciones | Lista de premios y nominaciones |
| Año                             | Organización                            | Categoría                             | Nominado/a (s)                                              | Resultado                       | Ref(s)                          |                                 |
| ------------------------------- | --------------------------------------- | ------------------------------------- | ----------------------------------------------------------- | ------------------------------- | ------------------------------- | ------------------------------- |
| 2015                            | Premios Nuevas Miradas en la Televisión | Mejor ficción                         | La casa                                                     | Ganador                         | [ 19 ] [ 20 ]                   |                                 |
| 2015                            | Premios Nuevas Miradas en la Televisión | Mejor actriz                          | Érica Rivas                                                 | Ganadora                        | [ 19 ] [ 20 ]                   |                                 |
| 2015                            | Premios Nuevas Miradas en la Televisión | Mejor guion                           | Diego Lerman y Mara Pescio                                  | Nominado                        | [ 19 ] [ 20 ]                   |                                 |
| 2015                            | Premios Nuevas Miradas en la Televisión | Mejor equipo de producción            | Nicolás Avruj, Diego Lerman, Fernando Zuber y Diego Landoni | Nominado                        | [ 19 ] [ 20 ]                   |                                 |
| 2015                            | Premios Nuevas Miradas en la Televisión | Mejor música                          | Gustavo Pomeranec                                           | Ganador                         | [ 19 ] [ 20 ]                   |                                 |
| 2015                            | Premios Martín Fierro                   | Mejor actor de unitario y/o miniserie | Claudio Tolcachir                                           | Nominado                        | [ 21 ]                          |                                 |